# Chlanidota anomala
Chlanidota anomala is een slakkensoort uit de familie van de Buccinidae. De wetenschappelijke naam van de soort is voor het eerst geldig gepubliceerd in 2008 door Kantor & Harasewych.